# You Really Got Me
"You Really Got Me" là ca khúc của ban nhạc rock người Anh The Kinks. Ca khúc do Ray Davies sáng tác mang nhiều cảm hứng từ dòng nhạc blues, cụ thể hơn là từ các nghệ sĩ Lead Belly và Big Bill Broonzy. Ca khúc được thu âm làm 2 lần, và ấn bản thứ hai đã được lựa chọn làm đĩa đơn phát hành vào năm 1964. Có rất nhiều lời đồn rằng phần chơi solo guitar trong ca khúc này được chơi bởi tay guitar trẻ tuổi Jimmy Page.
"You Really Got Me" đặc trưng bởi đoạn riff với đầy đủ quãng 5 và quãng 8, sau này trở thành nguyên tắc cơ bản của nhiều thể loại nhạc rock, trong đó có heavy metal và punk rock. Phần guitar này cùng phần ca từ là sản phẩm của Dave Davies, người miêu tả ca khúc này "bản tình ca cho mấy đứa nhóc lang thang".
"You Really Got Me" là đĩa đơn thứ ba trong sự nghiệp của The Kinks và giữ vị trí quán quân tại Anh trong 2 tuần. Ca khúc trực tiếp đem tới thành công cho ban nhạc, giúp họ trở thành một trong những ngôi sao của làn sóng British Invasion tại Mỹ không lâu sau đó với vị trí thứ 7 tại quốc gia này vào cuối năm. Ca khúc được đưa vào album đầu tay Kinks (1964) của ban nhạc. Sau này ban nhạc Van Halen có thu âm một ấn bản khác của "You Really Got Me" trong album đầu tay (1978), trở thành đĩa đơn đầu tay của ban nhạc này và đạt vị trí 36 tại Billboard Hot 100.

## Xếp hạng
| Bảng xếp hạng (1964–1965)    | Vị trí cao nhất |
| ---------------------------- | --------------- |
| Canadian RPM Top Singles     | 4               |
| Đức (GfK)                    | 39              |
| Irish Singles Chart          | 6               |
| UK (Official Charts Company) | 1               |
| US Billboard Hot 100         | 7               |

| Bảng xếp hạng (1964)  | Vị trí |
| --------------------- | ------ |
| US Billboard Year-End | 78     |